# 7657 Джефларсен
7657 Джефларсен (7657 Jefflarsen) — астероїд головного поясу, відкритий 25 квітня 1992 року.
Тіссеранів параметр щодо Юпітера — 3,279.